# 534
Évszázadok: 5. század – 6. század – 7. század
Évtizedek: 480-as évek – 490-es évek – 500-as évek – 510-es évek – 520-as évek – 530-as évek – 540-es évek – 550-es évek – 560-as évek – 570-es évek – 580-as évek
Évek: 529 – 530 – 531 – 532 –  533 – 534 – 535 – 536 – 537 – 538 – 539

## Események

### Bizánci Birodalom
- Gelimer vandál király a telet a hegyekben bujkálva tölti, majd miután belátja helyzete reménytelenségét, megadja magát Belisariusnak. Nagyszámú vandállal együtt Kis-Ázsiába szállítják, ahol a birtokán élhet haláláig. A Bizánci Birodalom annektálja a Vandál Királyságot. A korábban vandál uralom alatt lévő Szardínia, Korzika, a Baleári-szigetek és Málta is a Bizánci Birodalom részévé válik.
- Belisarius ellenségei azt terjesztik, hogy lázadásra készül. Iusztinanosz császár felajánlja a hadvezérnek hogy vagy vegye át az újonnan meghódított észak-afrikai tartomány kormányzását (ezzel megerősítve gyanúját), vagy térjen vissza Konstantinápolyba, ahol diadalmenetet tarthat. Belisarius az utóbbit választja és 500 éve először tarthat diadalmenetet olyan személy, aki nem uralkodó.
- Kiadják a Codex Iustianus második, immár végleges változatát.

### Európa
- Az itáliai Osztrogót Királyságban Decimus Theodorius Paulinust nevezik ki consulnak. Ő az utolsó aki Itáliában consuli tisztséget visel.
- Athalaric osztrogót király 18 évesen belehal a túlzásba vitt italozásba és tivornyázásba. Mivel Theoderic királynak nincs több férfi leszármazottja, Athalaric anyja, Amalasuintha (Theoderic lánya) ül a trónra. Hogy megerősítse helyzetét, társuralkodóként maga mellé veszi unokatestvérét, Theodahadot. A nagy műveltségű Theodahadot azonban a nép gyűlöli kapzsisága miatt és állítólag titokban felveszi a kapcsolatot a bizánciakkal, hogy nagy összeg fejében átadja nekik Toszkánát.
- I. Clothar és I. Childebert frank királyok kihasználják, hogy belső gondjaik miatt az osztrogótok nem tudnak szövetségeseik, a burgundok segítségére sietni. Megtámadják a Burgund Királyságot, megölik II. Godomar királyt és annektálják az országot.
- Theudis vizigót király Toledóba helyezi át a székhelyét.
- Meghal Cerdic, Wessex alapító királya. Utódja fia, Cynric.

### Kína
- Északi Vej császára, Hsziaovu attól tart, hogy az őt trónra segítő Kao Huan hadvezér az életére tör, ezért elhatározza hogy leszámol vele. Csapdát állít neki, de Kao Huan átlát a tervein és csapataival megindul a főváros, Lojang felé. Hsziaovu elmenekül és egyik híve tartományában, Csangan városában talál menedéket. Kao Hun elfoglalja Lojangot és (miután Hsziaovu nem hajlandó tárgyalni vele) az uralkodói dinasztia egyik tagját, Jüan San-csient császárrá kiáltja ki, aki a Hsziaocsing uralkodói nevet veszi fel.

## Születések
- Sevillai Szent Leander, Sevilla püspöke
- Taliesin, brit bárd

## Halálozások
- október 2. – Athalaric, osztrogót király
- II. Godomar, burgund király
- Cerdic, wessexi király
- Marcellinus comes, bizánci történetíró

## Fordítás
- Ez a szócikk részben vagy egészben  a(z)   534 című angol Wikipédia-szócikk ezen változatának fordításán alapul.  Az eredeti cikk szerkesztőit annak laptörténete sorolja fel. Ez a jelzés csupán a megfogalmazás eredetét és a szerzői jogokat jelzi, nem szolgál a cikkben szereplő információk forrásmegjelöléseként.